# Бондаренко Юрій Васильович (футболіст)
Юрій Васильович Бондаренко (нар. 6 жовтня 1949, Жовква, Львівська область) — радянський футболіст, футбольний тренер. Майстер спорту СРСР з 1979 року.

## Життєпис
Вихованець львівського футболу. Перший тренер — Петро Прихідько. Дебютував у основному складі «Карпат» в союзній першості 24 вересня 1969 року в матчі проти ждановського «Азовця». Всього у чемпіонатах СРСР зіграв за «Карпати» 114 матчів (забив 3 голи), в Кубку СРСР — 19 (1 гол).
Окрім «Карпат» грав за команди «Авангард» (Жовква), «Десна» (Чернігів), «Спартак» (Семипалатинськ, Казахстан), «Нива» (Вінниця), «Вілія» (Бричани, Молдова).
Тренерська кар'єра: «Нива» (Бережани), «Гарай» (Жовква), «Петридава» (Кам'янець-Подільський), «Аттіла» (Унгени, Молдова), «Галичина» (Великий Дорошів).

## Досягнення
- Володар Кубка СРСР — 1969
- Переможець турніру першої ліги СРСР — 1979